# Laagste-unieke-bodveiling

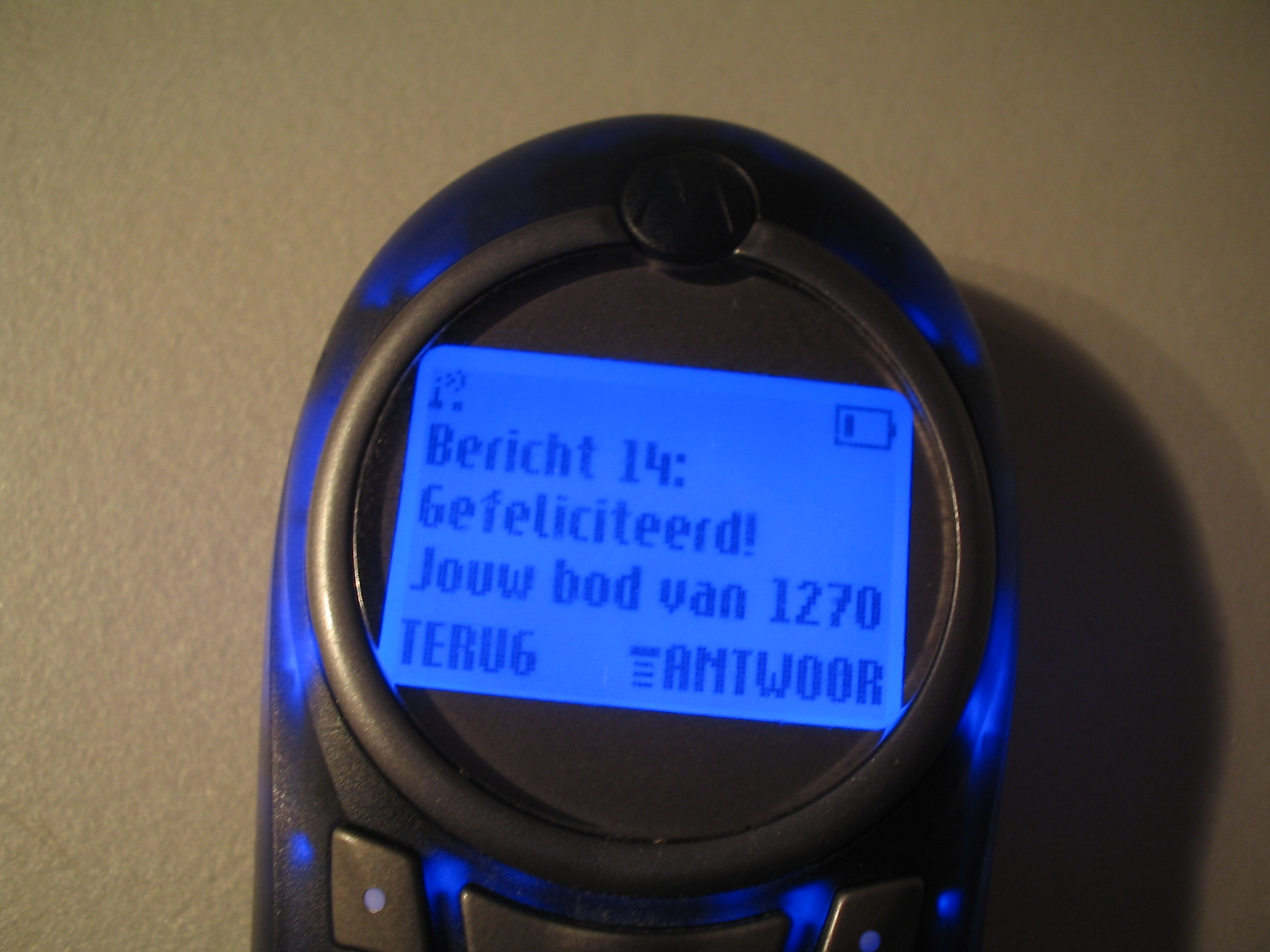
Een sms-bericht terug met de mededeling dat 1270 cent het laagste unieke bod is

Een laagste-unieke-bodveiling is een veilingachtig type kansspel waar het laagste unieke bod bij sluiting van de inschrijftermijn het winnende bod wordt.
Deelnemers betalen inschrijfgeld om deel te mogen nemen aan de veiling, meestal door een deelnameformulier te kopen of door een sms te versturen. Het geveilde item wordt toegekend aan de bieder met het laagste unieke bod. De opbrengst voor de verkopende partij bestaat uit het inschrijfgeld dat door alle deelnemers samen betaald is, plus het laagste unieke bod.
Dit type veiling wordt vaak toegepast in de vorm van een bel- of sms-spel. Spelletjes van dit type werden in Nederland in 2005 geïntroduceerd.

## Rekenvoorbeeld
Stel, een organisator van een sms-spelletje organiseert een laagste-unieke-bodveiling waarin een iPad ter waarde van € 500,- gewonnen kan worden. Deelnemers betalen € 1,50 per sms, waarvan € 1,00 naar de organisator van het spel gaat.
Als er 500 keer een bod uitgebracht wordt is de bruto opbrengst voor de organisator 500 × € 1,00 = € 500,- en is hij dus uit de kosten, ieder bod dat na het vijfhonderdste bod nog uitgebracht wordt is pure winst.
Als er achtduizend keer een bod uitgebracht wordt en het laagste unieke bod is € 12,70 is de netto winst voor de organisator: (8000 - 500) × € 1,00 + € 12,70 = € 7512,70.